# Прича о злим виноградарима
Прича о злим виноградарима је Исусова алегоријска беседа о виноградарима који пребијају и убијају посленике које шаље господар винограда, да би на крају убили и његовог сина.
Ова беседа је била уперена против првосвештеника и фарисеја, а одржана је пред Санхедрином у јерусалимском храму неколико дана пред Исусову смрт.
Забележена је у канонским јеванђељима по Матеју (21:33-46), Марку (12:1-12) и Луки (20:9-19), као и неканонском јеванђељу по Томи (изрека 65).

## Прича
Исус је пред окупљеним народом и првосвештеницима Израела одржао следећу беседу:
На Исусово питање свештеници одговорише: „Злочинце ће злом смрти поморити; а виноград даће другим виноградарима, који ће му давати родове у своје време.“ Након тога им Исус рече: „Зато вам кажем да ће се узети од вас царство Божије и дати народу који доноси плодове његове." Када су свештеници схватили да је ова прича уперена против њих хтели су да се дигну на њега али су се бојали народа, који је Исуса сматрао пророком.

## Контекст
Радници у причи кажу „хајде да убијемо сина, па ће наследство бити наше“. У Исусово време, радници су често наслеђивали напуштена имања, јер ако власник није имао наследника радници би имали право на земљу.
Општи оквир приче може бити директна историјска референца на Сенахериба, краља Асирије, око 700 година раније. Сенахериб је освојио Вавилон у време када је Језекија био краљ Јуде, и поставио је неколико владара над градом, и сви су били збачени. Коначно, он је послао свог сина и наследника Асур-Надин-шумија да влада, али након кратког времена био је такође убијен. Коначно, сам Сенахериб је отишао у Вавилон и разорио град камен по камен.

## Тумачења
Исус је обраћање свештеницима Синедриона започео описом винограда који се налази код старозаветног пророка Исаије: „И огради га, и отреби из њега камење, и насади га племенитом лозом, и сазида кулу усред њега, и ископа пивницу у њему, и почека да роди грожђем, а он роди вињагом.“(Исаија 5:2) Коришћење винограда као метафоре за Израел је било уобичајено у верском дискурсу тога времена.
Према уобичајеном тумачењу параболе, зли виноградари су свештеници, власник винограда је Бог, слуге које шаље су пророци, а син је Исус. Идентитет „других“ којима ће виноград бити дат је нејасан, али они се обично виде као нова хришћанска заједница. Производи винограда могу бити метафора за добра која народ производи, што власт задржава за себе. Дакле, парабола се обично тумачи као да Бог (власник), стално шаље пророке (слуге) да прикупе грожђе, што је симбол добра. Свештеници (закупци), међутим, одбијају да се повинују пророцима и уместо тога повређују сваког следећег горе него претходног, желећи све више контроле над Израелом (виноградом) за себе. Али када коначно убију сина, Бог (власник) ће укинути њихово право на Израел (виноград), и даће га следбеницима Исуса (другима). Исус тако критикује јеврејске свештенике због одбијања Божје воље.
Матејева верзија још наводи убијање трећег слуге каменовањем, што немају остале верзије. Каменовање може да се односи на смрт хришћанских мученика, можда на смрт Јакова Праведног. Код Матеја, такође за разлику од осталих, свештеници сами одговарају на Исусово питање шта ће виноградарима урадити господар када се врати (рекоше му: „Злочинце ће злом смрти поморити, а виноград даће другим виноградарима“), након чега схватају да су они виноградари.
Хришћански епископ Иринеј Лионски је помоћу ове приче бранио везу између Исусовог и јеврејског бога, у расправи са Маркионом који је тврдио да је Исусов бог различит од бога Старог завета.
Неки су касније злоупотребљавали ову Исусову причу да оправдају антисемитизам, пребацујући одговорност са јеврејских вођа на све Јевреје, иако се сва тумачења слажу да је била уперена против првосвештеника а не народа.